# Zaćmienie

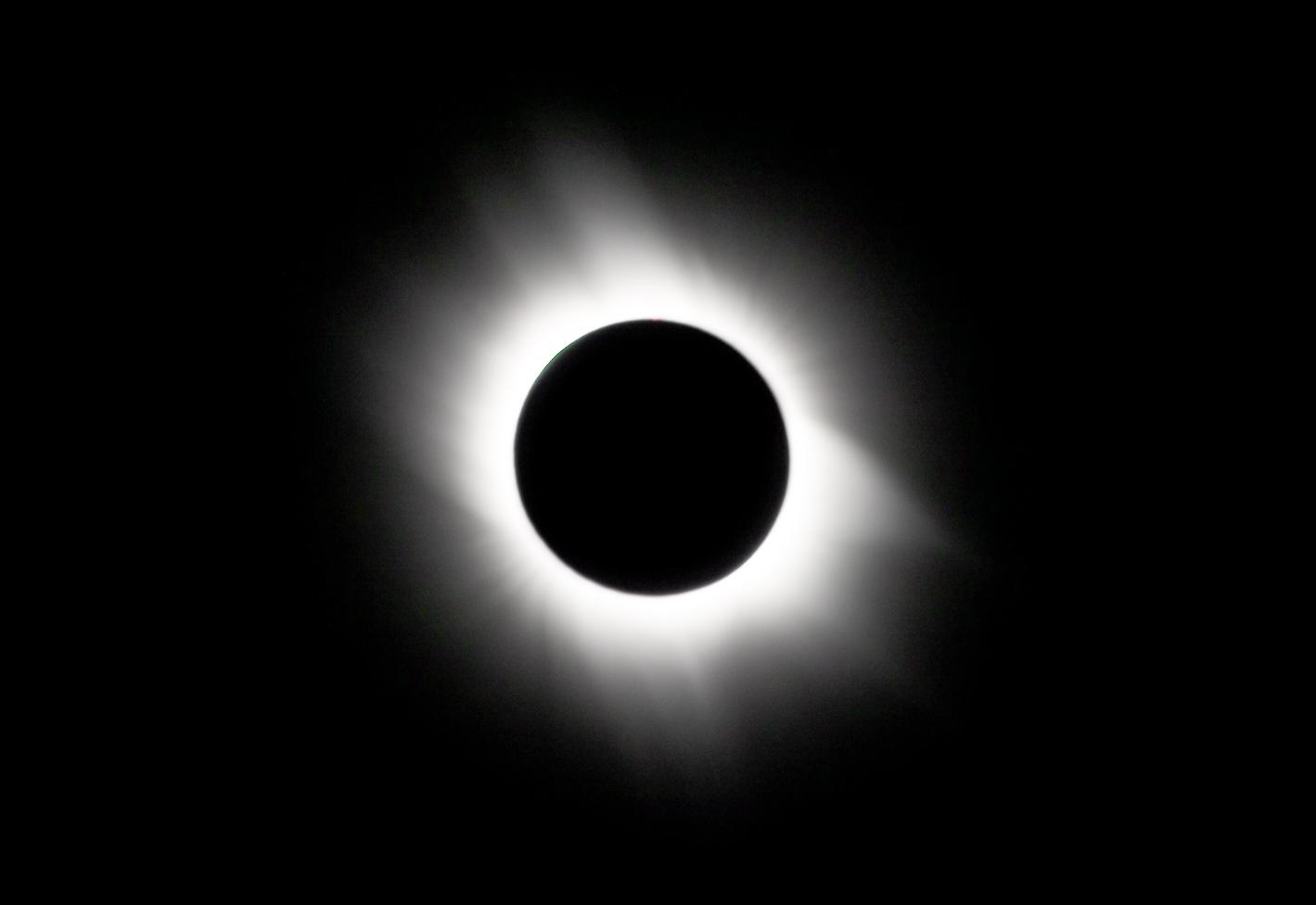
Zaćmienie Słońca w 2006 roku

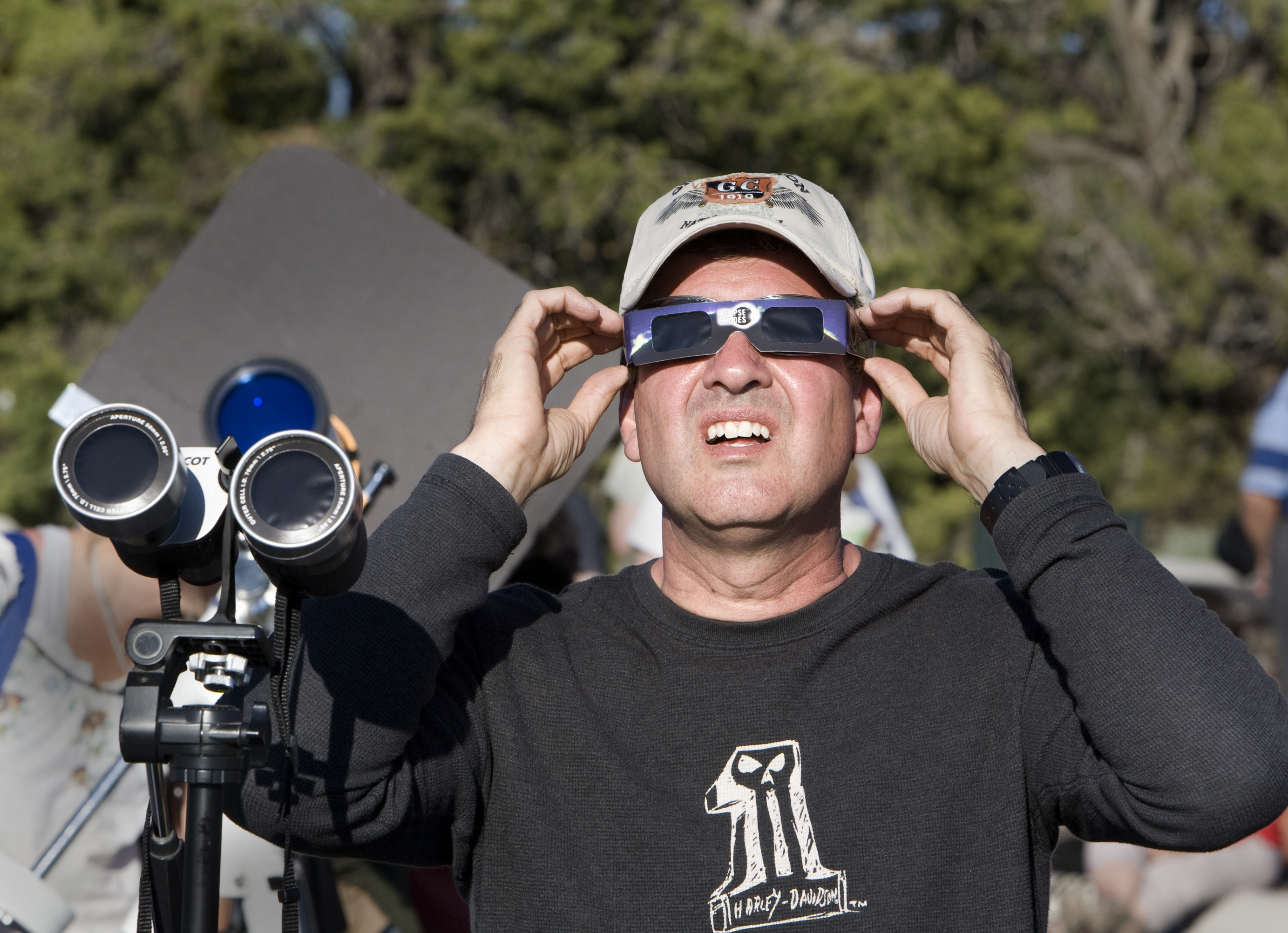
Zaćmienie Słońca można bezpiecznie obserwować przez specjalne filtry

Zaćmienie – zjawisko astronomiczne polegające na tym, że cień jednego ciała niebieskiego pada na powierzchnię drugiego. Możliwe jest ono, gdy w jednej linii znajdują się oba ciała oraz źródło światła, którym jest zazwyczaj gwiazda jako ciało świecące światłem własnym lub inny obiekt świecący światłem odbitym.
W efekcie takiego położenia, obserwator znajdujący się na obiekcie bliższym źródłu światła może widzieć jak obiekt dalszy znika zanurzając się w jego cieniu. W przypadku Ziemi taka sytuacja ma miejsce podczas zaćmienia Księżyca. Obserwator na obiekcie dalszym dostrzega zaś stopniowe zasłanianie i – w przypadku zaćmienia całkowitego – zupełne przysłonięcie obiektu będącego źródłem światła, a w jego miejscu pojawia się konturowy obraz ciała bliższego. Przykładem takiego zjawiska na Ziemi jest zaćmienie Słońca.
Dokładny charakter zjawiska zależy od rozmiarów kątowych obserwowanych ciał, oraz od tego, czy posiadają one atmosferę czy nie. Na Ziemi zarówno źródło światła (Słońce), jak i jedyny obiekt, który może – ze względu na niewielką odległość – brać udział w tego typu zjawisku (Księżyc), mają niemal jednakowe rozmiary kątowe (około pół stopnia). W ciągu roku mogą zdarzyć się dwa, trzy, cztery, a nawet pięć zaćmień Słońca. Może wystąpić także nawet pięć zaćmień Księżyca, ale łączna liczba zaćmień Słońca i Księżyca nigdy nie przekracza siedmiu. Lata z siedmioma zaćmieniami zdarzają się rzadko. W ostatnim takim roku, 1982, wystąpiły trzy całkowite zaćmienia Księżyca i cztery częściowe zaćmienia Słońca, a następny rok, 2038, przyniesie cztery półcieniowe zaćmienia Księżyca, jedno całkowite i dwa obrączkowe zaćmienia Słońca.
Gdy obiekt przesłaniający źródło światła ma dużo mniejszy rozmiar kątowy, to mamy do czynienia z przejściem na tle tarczy (tranzytem). Z Ziemi sporadycznie można obserwować przejścia planet Merkurego i Wenus (ostatnie w XXI wieku miało miejsce 6 czerwca 2012) na tle tarczy Słońca. Szczególnym przypadkiem tranzytu jest obrączkowe zaćmienie Słońca, występujące gdy Księżyc podczas zaćmienia znajduje się blisko apogeum. W przypadku gdy obiekt przesłaniający ma znacznie większy rozmiar kątowy niż przesłaniany, zjawisko takie nazywa się zakryciem. Najczęściej obserwuje się zakrycia gwiazd przez Księżyc.

## Historia
W większości starożytnych kultur zaćmienie uważano za złą wróżbę. Interpretowano zaćmienie jako oznakę, że ktoś lub coś (np. smok) próbuje pożreć lub ukraść niebiańskie istoty, bądź uważano, że to Słońce i Księżyc walczą ze sobą (przynajmniej w przypadku zaćmień Słońca). Gdy następowało zaćmienie, ludzie porzucali codzienne zajęcia i wykonywali rytuały mające odwrócić niebezpieczne zjawisko. W 585 roku p.n.e. bitwa pomiędzy Lidyjczykami i Medami, na terenie dzisiejszej Turcji, została przerwana, gdy ciemność ogarnęła Ziemię. Armie uznały to za znak z nieba i zawarły pokój (zaćmienie Słońca z 28 maja 585 p.n.e.). Do najstarszych pozostałości prób zrozumienia zjawisk zachodzących wśród ciał niebieskich należy Stonehenge w Anglii. Uważa się, że Stonehenge wykorzystywano do pomiarów ruchów Słońca i Księżyca. Prawdopodobnie już w 2800 roku p.n.e. starożytni Chińczycy zauważyli pewien rytm w występowaniu zaćmień Słońca. Grecki astronom Hipparchos próbował zrozumieć zaćmienia, wykorzystując je do wykonywania naukowych obserwacji. Około roku 130 p.n.e. na podstawie danych o przebiegu zaćmienia Słońca wyznaczył odległość Księżyca od Ziemi (wyznaczona wartość była większa od znanej obecnie tylko o 11%). Chiński astronom Liu Xiang, żyjący w I wieku p.n.e. napisał, że „Księżyc zasłania Słońce, gdy porusza się po swojej drodze“. Był jednym z pierwszych, którzy zrozumieli podstawowy mechanizm zaćmień. Klaudiusz Ptolemeusz opisał w Almageście teorię ruchu Słońca i Księżyca i wynikające z niej zaćmienia. Kilka wieków później aleksandryjski astronom Teon (335-405) podczas zaćmienia Słońca jako pierwszy wyznaczył moment początku, kulminacji i końca zjawiska. W 1605 roku Johannes Kepler zapisał naukowe obserwacje podczas zaćmienia Słońca. Ponad sto lat później Edmond Halley opublikował relację z zaćmienia Słońca z 22 kwietnia 1715 roku. Opisując to zjawisko, w znacznym stopniu błędnie zinterpretował obserwacje. Większość współczesnej wiedzy o zaćmieniach pochodzi z II połowy XIX i z XX wieku.